# William Frederick Blick
William Frederick Blick, née le 17 octobre 1974, est un dirigeant sportif ougandaais.

## Carrière
Il pratique dans les années 1990 le rugby à XV, étant notamment nommé joueur de l'année en Ouganda en 1992. Il s'implique par la suite au sein de la Fédération ougandaise de rugby à XV en prenant sa présidence de 2006 à 2013, puis membre de la Confédération africaine de rugby de 2010 à 2014.
En 2018, il est nommé au sein du Comité international olympique, dont le dernier membre ougandais était Frank Nyangweso (de 1988 à 2011).